# Hubert Dubedout
Pour les articles homonymes, voir Dubedout.
 (février 2025).
Hubert Dubedout, né le 9 décembre 1922 à Paris 12e et mort le 25 juillet 1986 à Chamonix-Mont-Blanc, est un homme politique français.
Il a été maire de Grenoble de 1965 à 1983 et député de 1973 à 1983. Il rejoint le parti socialiste en 1974.

## Biographie
Ingénieur et officier, Hubert Dubedout quitte la marine en 1958 et s’installe à Grenoble où il rejoint le Centre d'études nucléaires, une émanation du CEA. Il est alors assistant du directeur, chargé du programme, du budget et des relations extérieures. En 1964, il s'engage dans la vie politique grenobloise en créant d’abord un syndicat des usagers du service des eaux, puis dans la foulée le premier GAM, structure citoyenne qui essaimera dans toute la France (pour atteindre une trentaine de groupes dans les années 1960). Resté sans étiquette (il n’adhèrera au PS qu’en 1974), il est élu maire par surprise en mars 1965 sur une liste "union socialiste et action municipale" (SFIO-PSU-GAM). Dubedout est réélu en 1971 (liste GAM-PSU-PS) et 1977 (liste PS-PC-MRG).

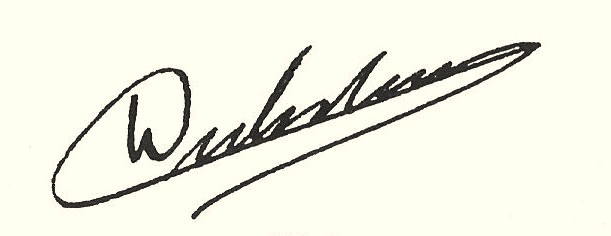
Signature d'Hubert Dubedout

Sous ses mandatures, Grenoble a été un modèle, fréquemment cité, de socialisme municipal. Il passe alors pour "le meilleur Maire de France" , et illustre toujours la modernité de politiques publiques urbaines des années 1960 et 1970. Grenoble en est alors un laboratoire : précurseur, défenseur et promoteur de la mixité sociale, Hubert Dubedout est à l'origine de la construction des nouveaux quartiers de la Villeneuve de Grenoble construits en partie à l'emplacement du stade olympique de Grenoble, du quartier Hoche construit sur le site d'une ancienne caserne militaire, ou de la rénovation du quartier Très-Cloîtres.
Maire durant les Jeux olympiques d'hiver de 1968. Certains de ses projets (bornes interactives videotex CLAIRE, transport en commun POMA 2000) n'ont pas connu un grand succès. De l'ouverture de la rue Esclangon en 1966 sur l'emplacement d'un ancien canal jusqu'au déroulement de la finale de la coupe Davis en novembre 1982, deux chantiers majeurs ont marqué son mandat de maire, celui de l'ouverture du centre commercial Grand'Place en août 1975 et celui de l'ouverture du nouveau CHU en 1974.
Faisant preuve d'une très grande ouverture, il a permis la réalisation de projets paraissant utopiques, a favorisé les initiatives citoyennes - dans l'esprit des GAM - et l'ouverture interculturelle. Mettant en œuvre une importante concertation (400 Grenoblois iront visiter le tramway de Zurich en 1982), et notamment avec les associations ce qui apparaissait comme extrêmement novateur, Hubert Dubedout a permis l'aboutissement de nombreux projets urbains, dont le tramway. Selon l'un de ses successeurs, « pour Hubert Dubedout, la noblesse de la politique résidait dans la capacité à prendre des décisions au nom de l'intérêt général – qui n'est pas forcément celui du moment – et non à déresponsabiliser les élus en invoquant le principe participatif. »

## L'arrivée à la mairie
En 1963, Hubert Dubedout est appelé à participer à la préparation du Vème Plan, à la Commission des équipements urbains, où il représente le centre d'études nucléaire de Grenoble. Il y fait la connaissance de ceux qui seront les principaux responsables de son entrée en politique. Tous sont, comme lui, choqués par le sous-équipement de la ville. Notamment l’approvisionnement en eau de la ville, surtout pour les étages supérieurs, qui est chaotique. Après quelques démarches individuelles infructueuses, Hubert Dubedout fait publier une annonce dans la presse, annonçant la création d’un syndicat des usagers de l’eau : il reçoit plus de 2 000 inscriptions en moins d’une semaine. Cette nouvelle légitimité lui permet d’obtenir rapidement des résultats concrets même s’il découvre que l’ensemble du réseau est à refaire. Le slogan du syndicat est alors « Grenoble Ville Olympique, c’est bien. De l’eau à nos robinets, c’est mieux ». En effet, la ville vient d’être choisie pour l’organisation des Jeux olympiques d'hiver de 1968 et cette candidature absorbe principalement l’énergie du maire de l’époque, Albert Michallon.
À la fin de l'année 1964, Hubert Dubedout participe à la création d’une association pour une Maison de la Culture, qui réunit à nouveau 2 000 personnes. Déçu des partis politiques traditionnels, il envisage de nouvelles formes d’action citoyenne et, en janvier 1965, il crée le premier GAM (Groupement d’Action Municipale) avec des militants d'unions de quartier, des syndicalistes et des membres du PSU. L’élection municipale approchant, le GAM se rapproche du PSU et de la SFIO pour fonder une liste commune que personne ne donne gagnante contre la liste de la municipalité sortante ou celle du Parti communiste français. À la surprise générale, Dubedout est élu maire en mars 1965, moins d’un an après le début de son engagement citoyen. L'année suivante, il fait sa première grande inauguration le 23 avril avec le musée de la Résistance dauphinoise dans la rue Jean-Jacques Rousseau.

## L'épopée de la préparation des Jeux olympiques
Au lendemain de son élection, Hubert Dubedout découvre qu'aucun des dossiers des Jeux olympiques d'hiver n'a encore été traité et finalisé. Il déclare cependant : « les Jeux Olympiques permettront de réaliser rapidement un vaste programme d'investissements nécessaires qui, en d'autres circonstances, auraient demandé de douze à quinze ans pour se concrétiser ». Il lui reste alors moins de trois ans pour tout réaliser et à cette période de la Ve République, les municipalités n'ont presque aucune autonomie et qu'en outre, l'ancien maire, Albert Michallon, reste de droit président du Comité d'organisation des Jeux olympiques d'hiver 1968. En septembre 1965, les rôles respectifs sont enfin clarifiés entre le président du Comité d'organisation qui organisera la fête olympique et la mairie qui réalisera tous les équipements.
La tâche est énorme mais la mairie travaille en bonne intelligence avec les ministères parisiens. En deux ans, la ville se couvre de chantiers: l'Hôtel de ville de Grenoble, le Palais des sports de Grenoble, l'anneau de vitesse, l'hôpital sud, le pont et les échangeurs des Sablons, les passages supérieurs sur le cours de la Libération, l'Hôtel de Police, la Maison de la Culture, le Village olympique, le centre de presse devenu le quartier Malherbe, la nouvelle gare, Alpexpo, le tremplin de Saint-Nizier-du-Moucherotte, le transfert du Musée dauphinois, les autoroutes jusqu'à Voreppe et jusqu'au Touvet, la rocade de contournement de Grenoble par l'Ouest et le Sud. Apportant une touche finale, le premier symposium international de sculpture organisé en France parsème la ville d’œuvres d'art contemporain durant l'été 1967. Le 6 février 1968, en sa qualité de maire de la ville, il recevra des mains d'Avery Brundage le drapeau olympique dans le stade olympique de Grenoble devant 60 000 spectateurs et 500 millions de téléspectateurs.
Les subventions de l'État financent la majeure partie de ce bond en avant. Hubert Dubedout recourt également à l'augmentation d'impôt mais surtout à l'emprunt. En 1965, on lui consent un prêt à 25 ans au taux fixe de 5,25 %. Avec les décennies d'inflation qui suivirent, cette dette amoindrie ne pèsera guère sur les finances locales.

## Urbanisme et intercommunalité
Le prédécesseur d’Hubert Dubedout lègue non seulement les JO mais aussi un plan d’urbanisme : le plan Bernard, du nom de l’architecte prestigieux qui l’a conçu. Très ambitieux, il prévoyait de déplacer le centre de Grenoble vers le Sud de la ville avec de nouveaux quartiers très élitistes. De plus il avait été conçu sans aucune concertation avec la population ni avec les communes limitrophes. La nouvelle municipalité, favorable à la mixité sociale et pressée par l’échéance des JO, le juge dangereux en l’état et décide de reprendre le travail en constituant une agence d’urbanisme municipale dès 1965, une des toutes premières en France.
Cependant Hubert Dubedout souhaite mener la réflexion au niveau de l’agglomération, voire de la région grenobloise. Il lance dès juin 1965 une première rencontre avec les élus de l’agglomération pour jeter les bases d’un syndicat intercommunal. Malgré la méfiance des communes périphériques et l’opposition du préfet Maurice Doublet, il obtient un premier accord début 1967 : le SIEPURG, Syndicat intercommunal pour l'étude des problèmes d’urbanisme de la région grenobloise, est créé début 1967. Il regroupe alors 21 communes, disposant chacune de 2 sièges alors que la ville de Grenoble et l’État financent l’essentiel de l’effort. Pour arriver à ses fins, Hubert Dubedout s’engage même à laisser la présidence du SIEPURG à un maire de petite commune. Ce retrait de la ville-centre nuira à l’efficacité du SIEPURG comme bientôt du SIEPARG (Syndicat intercommunal d'études, de programmation et d'aménagement de la région grenobloise). Il a permis à l’agglomération d’être pionnière en matière d’intercommunalité mais, pour beaucoup, Hubert Dubedout aurait dû revenir, lors des mandats suivants, sur ce qu’il considérait comme une promesse.

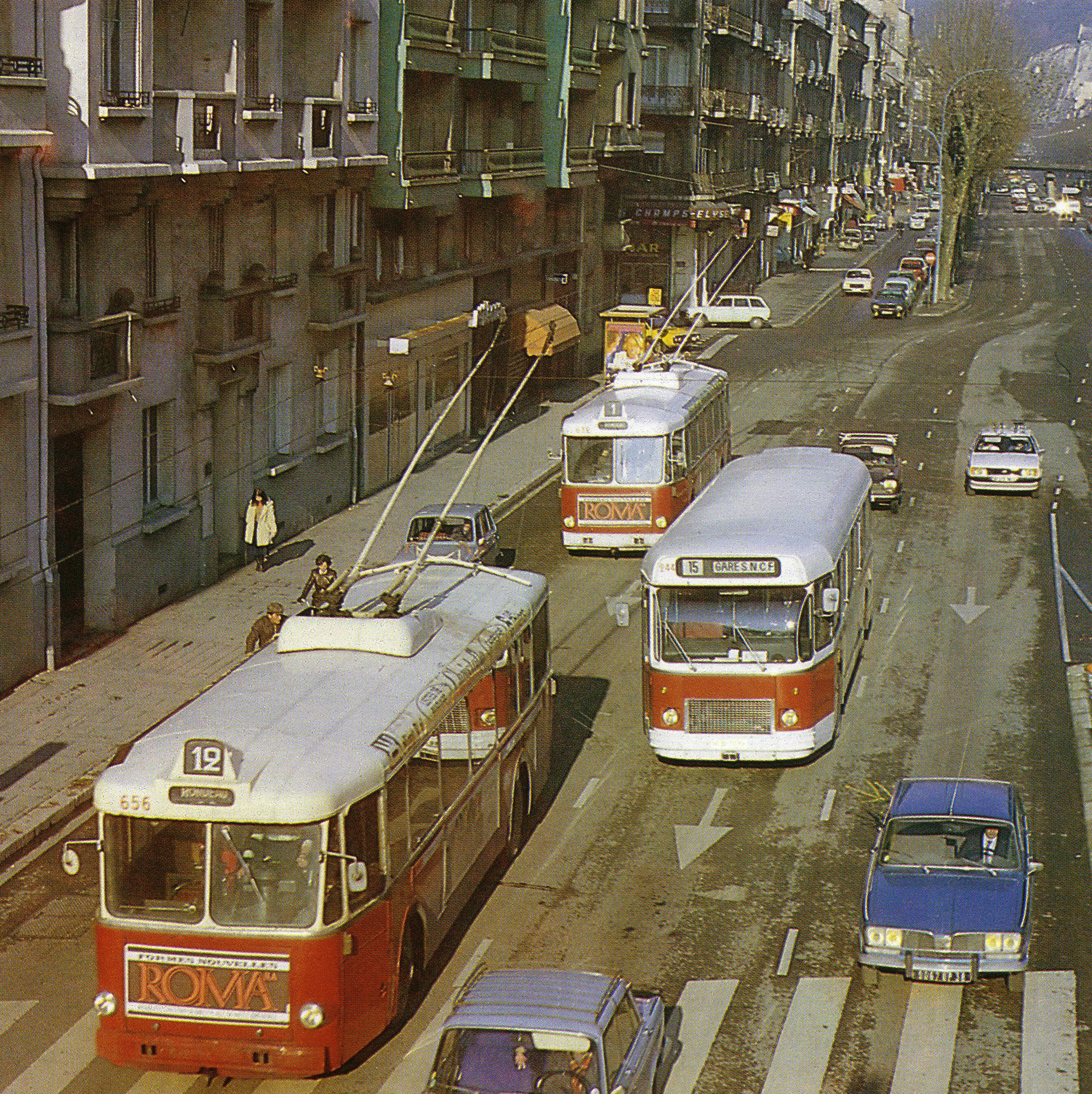
Trolleybus grenoblois (1974-1975).

Mais dès 1965, l’innovation est en marche : la pluridisciplinarité s’impose (sociologues, économistes, géographes, urbanistes, architectes), la concertation aussi (l’Agence lance une grande enquête auprès des habitants et une exposition permanente d’urbanisme est ouverte à tous) et l’intercommunalité progresse vite. En 1967, la nouvelle Loi d'orientation foncière d’Edgard Pisani reconnaît l’élaboration conjointe des documents d’urbanisme par les communes et par l’État. La politique claire d’Hubert Dubedout et toutes les structures locales déjà mises en place permettront à la région grenobloise de rédiger rapidement son premier SDAU qui sera souvent cité en modèle. En 1976, l'Agence, devenue Agence d'urbanisme de la région grenobloise, rassemble 113 communes.
Après avoir réussi à positionner sa ville comme un interlocuteur autonome et respecté vis-à-vis de l'État, Hubert Dubedout se battra pour que l'urbanisme soit vu comme une affaire plus politique que technique : « Je souhaite que l'action ne soit plus définie seulement en termes techniques de schémas directeurs (…) de plans d'occupation des sols, de zones d'action concertée, etc. Je crois vraiment que l'action doit être définie en termes politiques, plus précisément à partir de cette politique de la vie quotidienne qui se fonde sur l'accès à l'habitat, sur les équipements collectifs, sur le refus de la ségrégation, sur la démocratie dans la cité comme dans le quartier, sur les relations sociales et sur l'action éducative. » 
C'est cette vision qui a prévalu dans tous les grands projets de ses mandats : réhabilitation du quartier Très-Cloîtres avec maintien de la population en place, nouveaux quartiers de la Villeneuve et Hoche.

## Parlementaire
Proche de Michel Rocard, il adhère au Parti Socialiste. Hubert Dubedout sera député de la 2e circonscription de Grenoble durant trois législatures (11 mars 1973 - 19 mars 1978, 2 avril 1978 - 22 mai 1981, 21 juin 1981 - 3 décembre 1983). Il démissionne en 1983.

## L'arrivée de la gauche au pouvoir et le retrait de la vie politique
Contre toute attente, l'arrivée de François Mitterrand au pouvoir en 1981 aboutit à une « mise en quarantaine » d'Hubert Dubedout et de ses équipes. Louis Mermaz, qui a l'oreille du Président et prend ombrage de l'influence d'Hubert Dubedout sur le Parti socialiste local, s'évertue à l'écarter de tout ministère.
La présidence de la Commission nationale de développement social des quartiers est la seule responsabilité qui lui fut confiée en 1981.
Écarté de toute présidence de Commission à l'Assemblée, battu lors des municipales de mars 1983 par Alain Carignon, Hubert Dubedout démissionne en décembre 1983 de son mandat de député après avoir été nommé PDG de l'Association technique de l'importation charbonnière, un organisme dont la mission était déjà remise en cause par ses partenaires. Il quitte alors Grenoble et se retire complètement de la vie politique. Il restera le dernier maire de la ville à avoir tenu un conseil municipal dans l'ancien hôtel de ville de Grenoble. Le 22 juin 1983, Alain Carignon organise un référendum pour ou contre le tramway dans lequel les Grenoblois approuvent l'installation d'un tramway par 53 % des votes.
Hubert Dubedout meurt le 25 juillet 1986, des suites d'un infarctus du myocarde lors d'une randonnée dans le Massif du Mont-Blanc, à 63 ans. Il est enterré au cimetière de Saint-Bueil en Isère. À l'occasion du trentième anniversaire de sa mort, un tilleul est planté et une stèle érigée dans le cimetière Saint-Roch de Grenoble.
En hommage, l'ancienne place de la Bastille porte son nom, ainsi que l'une des sections socialistes de Grenoble, la maison du tourisme et une station de tramway dans le centre-ville.

## Hommage
L'ancienne place de la Bastille, située à l'entrée nord de Grenoble a reçu le nom d'Hubert Dubedout.